# SV Zeltingen-Rachtig
Der Sportverein Zeltingen-Rachtig 1886 e. V. ist ein deutscher Sportverein mit Sitz im rheinland-pfälzischen Zeltingen-Rachtig innerhalb der Verbandsgemeinde Bernkastel-Kues im Landkreis Bernkastel-Wittlich.

## Geschichte

### Anfänge bis zum Zweiten Weltkrieg
Im Jahr 1886 wurde der Turnverein Zeltingen gegründet. Im Jahr 1926 folgte dann noch die Gründung einer Leichtathletik-Abteilung. Im gleichen Jahr wurde zudem seitens des Vereins die Gründung einer Fußball-Abteilung abgelehnt. Dadurch traten über 50 Mitglieder aus dem Verein aus und gründeten darauf den Verein Deutsche Jugendkraft DJK Alemannia Zeltingen. In den nächsten Jahren traten beide Vereine in großer Konkurrenz zueinander stetig gegeneinander an. Nach der Machtergreifung der Nationalsozialisten wurden beide Vereine mehr und mehr aufgelöst und schließlich im Jahr 1935 zusammengeschlossen. Am 7. April wurde dabei die Satzung beschlossen und der neue Verein in Turn- und Sportverein Zeltingen umbenannt. Während des Zweiten Weltkriegs kommt es dabei aber kaum zu irgendwelchen Aktivitäten.

### Nachkriegszeit
Nach dem Ende des Krieges wurden nach und nach die Aktivitäten in den Abteilungen wieder aufgenommen, zuerst war dies die Turn- und dann die Leichtathletik-Abteilung. Später kam dann noch die Fußball-Abteilung hinzu. Diese spielte zudem zumindest in der Saison 1949/50 in der damals zweitklassigen Landesliga Rheinland, an dessen Ende mit dem 11. Platz in der Staffel Süd der Abstieg anstand. 1951 wurde dann der nun Sportverein Zeltingen genannte Verein ins Vereinsregister eingetragen. Im Jahr 1963 wurde dann auch noch eine Damen-Turnabteilung gegründet. 1966 folgte dann noch der Bau eines Tennisplatzes sowie die Gründung einer Tennisabteilung.

### 1970er Jahre bis zur Jahrtausendwende
Das 85-jährige Stiftungsfest wurde dann mit einem Gastspiel von Eintracht Frankfurt gefeiert. Im Jahr 1975 folgte dann die Umbenennung in den heutigen Namen SV Zeltingen-Rachtig. Mit dem SV Ürzig wurde dann 1982 zudem erstmals eine Fußball-Spielgemeinschaft gegründet. Im Jahr 1985 erfolgte nun eine grundlegende Sanierung des Sportplatzes, wobei der Fußballplatz auch noch eine Drainage erhielt. Zusätzlich wurden alle Leitungen neu verlegt. Von 1987 bis 1988 folgte dann noch eine Erweiterung des Clubhauses. Zur Einweihung von diesem war Mitte Juli 1987 dann noch die Traditionsmannschaft von Borussia Dortmund zu Gast. Die im Jahr 1990 durch Orkan Wiebke zerstörte Flutlichtanlage, wurde dann im Jahr 1991 neu errichtet. Als weitere Naturkatastrophe kam dann 1993/94 noch das Jahrhundert-Hochwasser der Mosel hinzu. Dadurch stand die Mosel 1,2 Meter im Clubhaus. Anschließend musste der Fußballplatz grundlegend saniert werden. 1995 folgte dann schon wieder ein Jahrhundert-Hochwasser, nach welchem die Umzäunung großteils erneuert werden musste. Im Jahr 1999 kann dann die erste Fußball-Mannschaft in die A-Klasse aufsteigen, worauf allerdings viele Trainerwechsel folgen sollten. Gleichzeitig wurde zu diesem Zeitpunkt eine Spielgemeinschaft mit der Spvgg. Bernkastel-Kues. gebildet.

### Das derzeitige Jahrhundert
Im Jahr 2000 muss die Fußball-Mannschaft dann wieder in die Kreisliga B absteigen, zugleich kommt noch eine Sanierung des Sportplatzes hinzu. 2001 erhält der Verein dann noch den Sepp-Herberger-Preis für die herausragende Jugendarbeit. Nach der Saison 2006/07 kann die Mannschaft schließlich wieder in die Kreisliga A aufsteigen. Bedingt durch den zweiten Platz nach der Saison 2013/14 konnte die Mannschaft zur Saison 2014/15 schlussendlich in die Bezirksliga West aufsteigen. Nach dem Ende der Saison 2015/16 stieg die Mannschaft über den 15. Platz mit 24 Punkten aber wieder ab. Somit spielt der Verein seit der Saison 2016/17 in der Kreisliga A.
Die Tischtennis-Abteilung hat derzeit zwei Mannschaften, welche beide in der 1. Kreisklasse Wittlich antreten.